# Деревдженик, Дженнифер
Дженнифер Деревдженик (англ. Jennifer Derevjanik; род. 29 марта 1982 года, Статен-Айленд, Нью-Йорк, штат Нью-Йорк, США) — американская профессиональная баскетболистка, выступала в женской национальной баскетбольной ассоциации. На драфте ВНБА 2004 года не была выбрана ни одним из клубов, но ещё до старта очередного сезона подписала соглашение с командой «Коннектикут Сан». Играла в амплуа разыгрывающего защитника. По завершении спортивной карьеры вошла в тренерский штаб команды NCAA «Вагнер Сихокс», в составе которой отработала лишь один сезон.

## Ранние годы
Дженнифер родилась 29 марта 1982 года в Статен-Айленде, наименее населённом боро Нью-Йорка, в семье Джона и Антонии Деревдженик, у неё есть брат, Джон, и сестра, Трейси, а училась там же в католической средней школе Сент-Питер, в которой выступала за местную баскетбольную команду.